# Der Krautesel

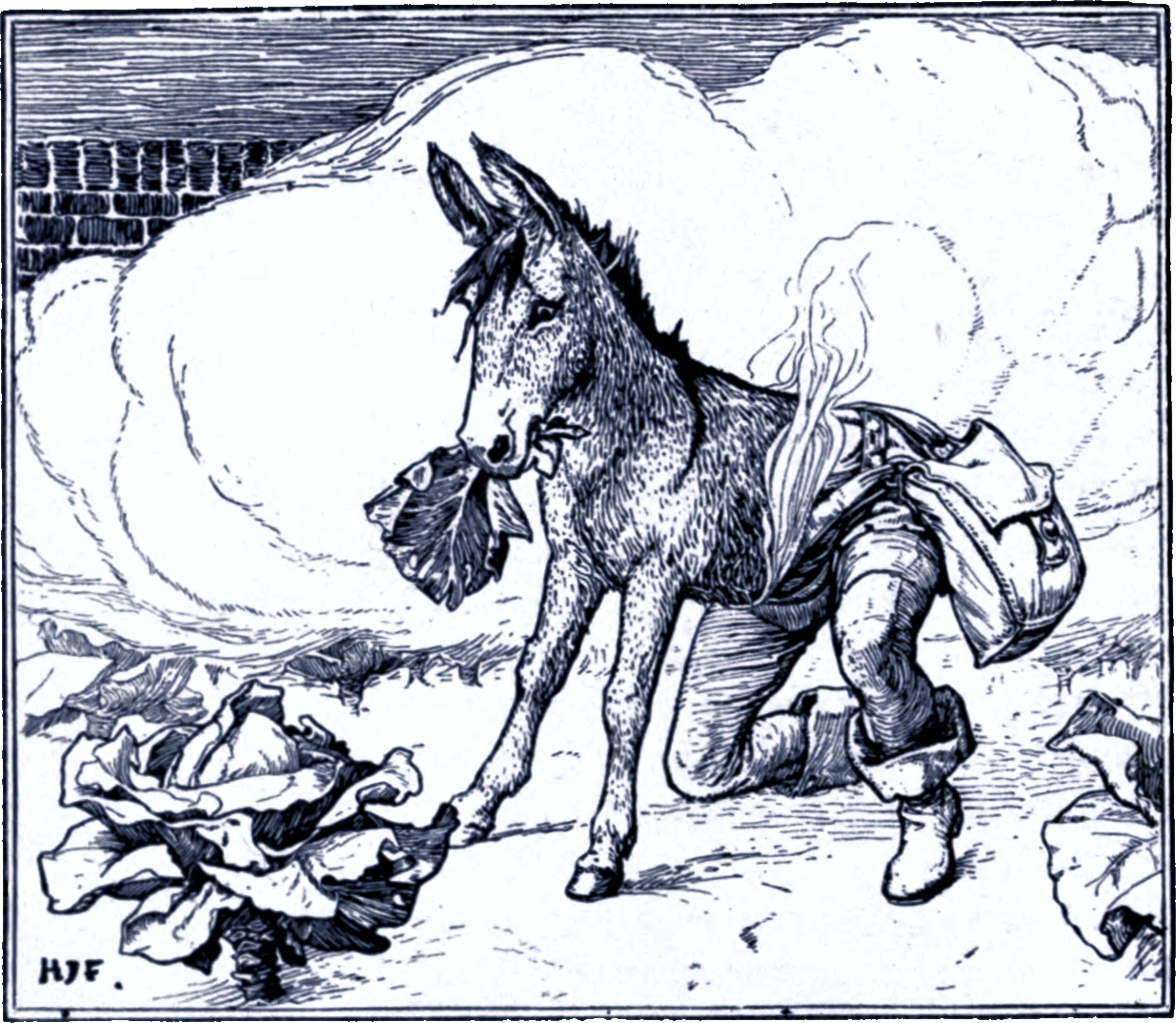
Illustration von Henry Justice Ford, 1894

Der Krautesel ist ein Märchen (ATU 567, 566). Es steht in den Kinder- und Hausmärchen der Brüder Grimm ab der 2. Auflage von 1819 an Stelle 122 (KHM 122).

## Inhalt

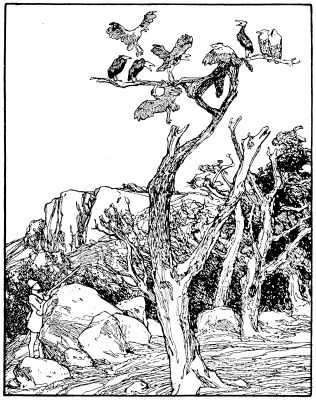
Illustration von Otto Ubbelohde, 1909

Ein junger Jäger erhält von einem hässlichen Mütterchen im Wald für ein Almosen und sein gutes Herz den Rat, auf neun Vögel zu schießen, die sich um einen Mantel streiten und des Vogels Herz zu verschlucken. Der Mantel bringt einen überallhin und mit dem Herz findet man jeden Morgen ein Goldstück. Er rastet in einem Schloss, in dessen Tochter er verliebt ist. Doch deren Hexenmutter zwingt sie, ihm mit einem Brechtrunk das Vogelherz zu nehmen und ihn mit dem Zaubermantel auf den Granatenberg zu den Edelsteinen zu locken. Dort lässt sie ihn schlafend zurück. Es kommen drei Riesen, die er sagen hört, die Wolken würden ihn forttragen, wenn er höher stiege. So gelangt er in einen Krautgarten. Eine Salatart verwandelt ihn in einen Esel und eine wieder zurück. Er geht mit gebräunter Haut zum Schloss zurück und erzählt, er bringe dem König den besten Salat. Die Hexe und die Magd essen davon, dann bringt er ihn auch seiner Geliebten und treibt die Esel zu einem Müller. Der soll der Alten täglich dreimal Schläge und einmal zu fressen geben, der mittleren einmal Schläge und dreimal zu fressen und der jüngsten nur dreimal zu fressen. Als die Alte bald stirbt, hat er Mitleid und verwandelt sie zurück. Die Tochter gesteht und will das Herz ausbrechen, aber darf es behalten und wird seine Frau.

## Herkunft

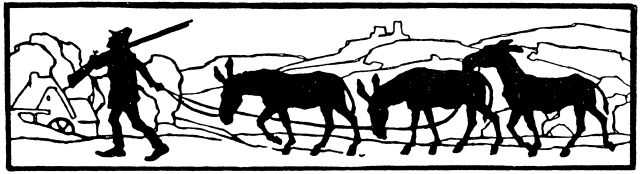
Illustration von Otto Ubbelohde, 1909

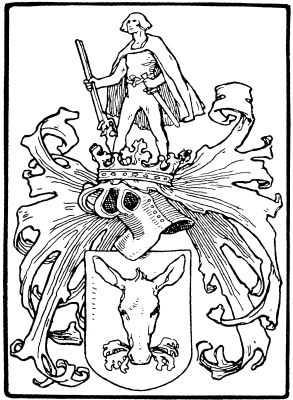
Illustration von Otto Ubbelohde, 1909

Grimms Anmerkung notiert „Aus Deutschböhmen“ und berichtet eine Volkssage nach Prätorius: Ein Bürgerssohn aus Brück in Sachsen verlobt sich in Schlesien mit der schönen Tochter einer armen Witwe. Als er fortgeht, merkt die Mutter, dass er ihre Tochter sitzen lassen will. So wird er durch einen Strauch unterwegs zum Esel. Weil er aber keine Arbeit mitmacht, wird er immer weiter verkauft bis in die Stadt seiner Verwandlung. Er hört die Mutter zur Tochter sagen, dass er Mensch werden könnte, „wenn die Lilien blühen und er davon ißt“. Er findet welche in der Apotheke und wird zum nackten Menschen. Es folgt ein Märchen „aus Zwehrn“ (es entspricht Die lange Nase aus der 1. Auflage, KHM 122a): Drei alte Soldaten bekommen von einem Männchen in rotem Kleid einen Wunschmantel, einen Geldbeutel, der nicht leer wird, und ein Horn, das alle Völker zusammenruft. Sie freien um eine Königstochter, die ihnen nacheinander die Wundergaben abnimmt. Einer findet im Wald Äpfel, die die Nase wachsen lassen, seine Gefährten Birnen, womit sie ihn heilen. Damit zwingen sie die Prinzessin zur Herausgabe. Grimms nennen die Sage vom Fortunat, KHM 36 Tischchen deck dich, Goldesel und Knüppel aus dem Sack, KHM 54 Der Ranzen, das Hütlein und das Hörnlein, Helwigs jüdische Geschichten Nr. 38, Faust, „in der Erfurter Sammlung das Vögelchen mit dem Goldei“ (Das Vögelchen mit dem goldenen Ey in Wilhelm Christoph Günthers Kindermährchen aus mündlichen Erzählungen gesammlet, 1787), Thomas Deckers „Fortunatus und seine Söhne“.
Hans-Jörg Uther zufolge brachte Jacob Grimm das Märchen aus Wien mit. So eine Erlösung eines Eselmenschen begegnet auch in Pseudo-Lukians Lucius und der Esel, Apuleius’ Metamorphosen, KHM 144 Das Eselein. Vgl. zum Salat (Lebenskraut) KHM 12 Rapunzel, KHM 16 Die drei Schlangenblätter, KHM 44 Der Gevatter Tod, KHM 60 Die zwei Brüder, zu den Goldstücken KHM 60 Die zwei Brüder, KHM 85 Die Goldkinder, zu Zaubermantel und Granatberg die Wundergaben und den Glasberg in KHM 92 Der König vom goldenen Berg, KHM 93 Die Rabe, KHM 133 Die zertanzten Schuhe, KHM 193 Der Trommler, KHM 197 Die Kristallkugel, Sindbad (2. Reise). Vgl. Die Geschichte des ersten Alten in Tausendundeine Nacht, in Giambattista Basiles Pentameron IV,1 Der Stein des Gockels, Ludwig Bechsteins Goldhähnchen, Wilhelm Hauffs Die Geschichte von dem kleinen Muck.

## Interpretation
Hedwig von Beit sieht den Berg als innere Starrheit, über die geistiges Erleben hinausgeht in die Phantasie. Wilhelm Salber beobachtet die Metamorphose des lieben Jungen, der über einengende Besessenheit erst dazu kommt, die verheißenen Wundergaben entschieden einzusetzen. In einer Kultur formaler Beliebigkeit realisieren viele innere Entwicklungsversprechen nur über fremde Zwänge und werden ausgenutzt.

## Fernsehen
- Gurimu Meisaku Gekijō, japanische Zeichentrickserie 1987, Folge 28: Der Krautesel.

## Hörspiele
- 1981: Der Krautesel – Regie: Norbert Speer (Kinderhörspiel – Rundfunk der DDR)
- 1986: Der Krautesel – Regie: Karin Lorenz (Kinderhörspiel – Litera)